# جيري هيل (سياسي)
جيري هيل (بالإنجليزية: Jerry Hill)‏ هو سياسي أمريكي، ولد في 18 أبريل 1947 في سان فرانسيسكو في الولايات المتحدة. حزبياً، نشط في الحزب الديمقراطي. وقد انتخب عضو مجلس ولاية كاليفورنيا وانتخب عضو جمعية ولاية كاليفورنيا.

## وصلات خارجية
- الموقع الرسمي